# Józefat Bolesław Ostrowski
Pour les articles homonymes, voir Ostrowski.
Józefat Bolesław Ostrowski né en 1805 à Poboujanka et mort le 11 avril 1871 à Meaux, est un écrivain polonais.

## Biographie
Józefat Bolesław est le fils de François et Catherine Zielinska, il est rédacteur en chef de Nowa Polski à Varsovie en 1831.
Il épouse Suzanne Kiczoni et après l'échec de l'Insurrection de novembre 1830 à laquelle il participe auprès de Piotr Wysocki, il part en exil et habite à Paris. Il publie au sujet de la Pologne plusieurs textes critiques: politique, historique et littéraire. Il meurt en 1871 à Meaux.